# Ґлембока (Мазовецьке воєводство)
Ґлембока (пол. Głęboka) — село в Польщі, у гміні Лютоцин Журомінського повіту Мазовецького воєводства.
Населення — 49 осіб (2011).
У 1975-1998 роках село належало до Цехановського воєводства.

## Демографія
Демографічна структура станом на 31 березня 2011 року:
|          | Загалом | Допрацездатний вік | Працездатний вік | Постпрацездатний вік |
| -------- | ------- | ------------------ | ---------------- | -------------------- |
| Чоловіки | 21      | 6                  | 11               | 4                    |
| Жінки    | 28      | 5                  | 13               | 10                   |
| Разом    | 49      | 11                 | 24               | 14                   |